# L'Hosmes
L'Hosmes è un comune francese di 75 abitanti situato nel dipartimento dell'Eure nella regione della Normandia.

## Società

### Evoluzione demografica
Abitanti censiti